# Luiz Antônio Cipolini
Luiz Antônio Cipolini (ur. 8 lipca 1962 w Caconde) – brazylijski duchowny katolicki, biskup Marílii od 2013.

## Życiorys
6 marca 1988 otrzymał święcenia kapłańskie i został inkardynowany do diecezji São João da Boa Vista. Przez kilkanaście lat pracował duszpastersko na terenie diecezji. W latach 2002–2005 kierował częścią teologiczną seminarium, a w kolejnych latach pracował w instytucie filozoficznym, jednocześnie kierując parafią MB Fatimskiej.
8 maja 2013 papież Franciszek mianował go biskupem diecezji Marília. Sakry biskupiej udzielił mu 7 lipca 2013 biskup São João da Boa Vista - David Dias Pimentel. 4 sierpnia 2013 objął kanonicznie urząd.